# Westphalia (Kansas)
Westphalia è un centro abitato (city) degli Stati Uniti d'America, situato nella Contea di Anderson, nello Stato del Kansas. In una stima del 2007 la popolazione era di 161 abitanti.

## Geografia fisica
Secondo i rilevamenti dell'United States Census Bureau, la località di Westphalia si estende su una superficie di 0,5 km², tutti occupati da terre

## Popolazione
Secondo il censimento del 2000, a Westphalia vivevano 165 persone, ed erano presenti 39 gruppi familiari. La densità di popolazione era di 322,3 ab./km². Nel territorio comunale si trovavano 75 unità edificate. Per quanto riguarda la composizione etnica degli abitanti, il 95,15% era bianco, l'1,82% era nativo e il 3,03% apparteneva a due o più razze. La popolazione di ogni razza ispanica corrispondeva all'1,82% degli abitanti.
Per quanto riguarda la suddivisione della popolazione in fasce d'età, il 33,3% era al di sotto dei 18, il 9,1% fra i 18 e i 24, il 26,1% fra i 25 e i 44, il 17,6% fra i 45 e i 64, mentre infine il 13,9% era al di sopra dei 65 anni di età. L'età media della popolazione era di 37 anni. Per ogni 100 donne residenti vivevano 108,9 uomini.